# Warren Burton (rugby à XV)
Pour les articles homonymes, voir Warren Burton et Burton.
Pas d'image ? Cliquez ici

a Compétitions nationales et continentales officielles uniquement.

Dernière mise à jour le 12 novembre 2021.
Warren Burton, né le 1er novembre 1971 à Auckland, est un joueur néo-zélandais de rugby à XV évoluant au poste de demi d'ouverture.

## Biographie
Warren Burton participe au championnat des provinces NPC avec North Harbour, puis au Super 12 en 1996 avec les Chiefs.
Il est le meilleur réalisateur de North Harbour avec 1052 points.
En 1997, il rejoint le RC Toulon avant de rejoindre le CA Brive en 2000 puis Lannemezan-Tarbes en 2001.
Warren Burton termine meilleur réalisateur du championnat de France deux fois consécutivement.